# 螺旋哈蛛
螺旋哈蛛（学名：Hasarina contortospinosa）为跳蛛科哈蛛属的动物。在中国大陆，分布于甘肃、湖南、福建、四川等地。该物种的模式产地在甘肃。